# Erin McGarrachan
Erin McGarrachan (Glasgow, 27 aprile 1992) è una cestista britannica.

## Carriera
Con la Gran Bretagna ha disputato i Campionati europei del 2015.